# Península de Tiburon

Mapa do Haiti. A península de Tiburon é a que se situa a sul na direcção oeste.

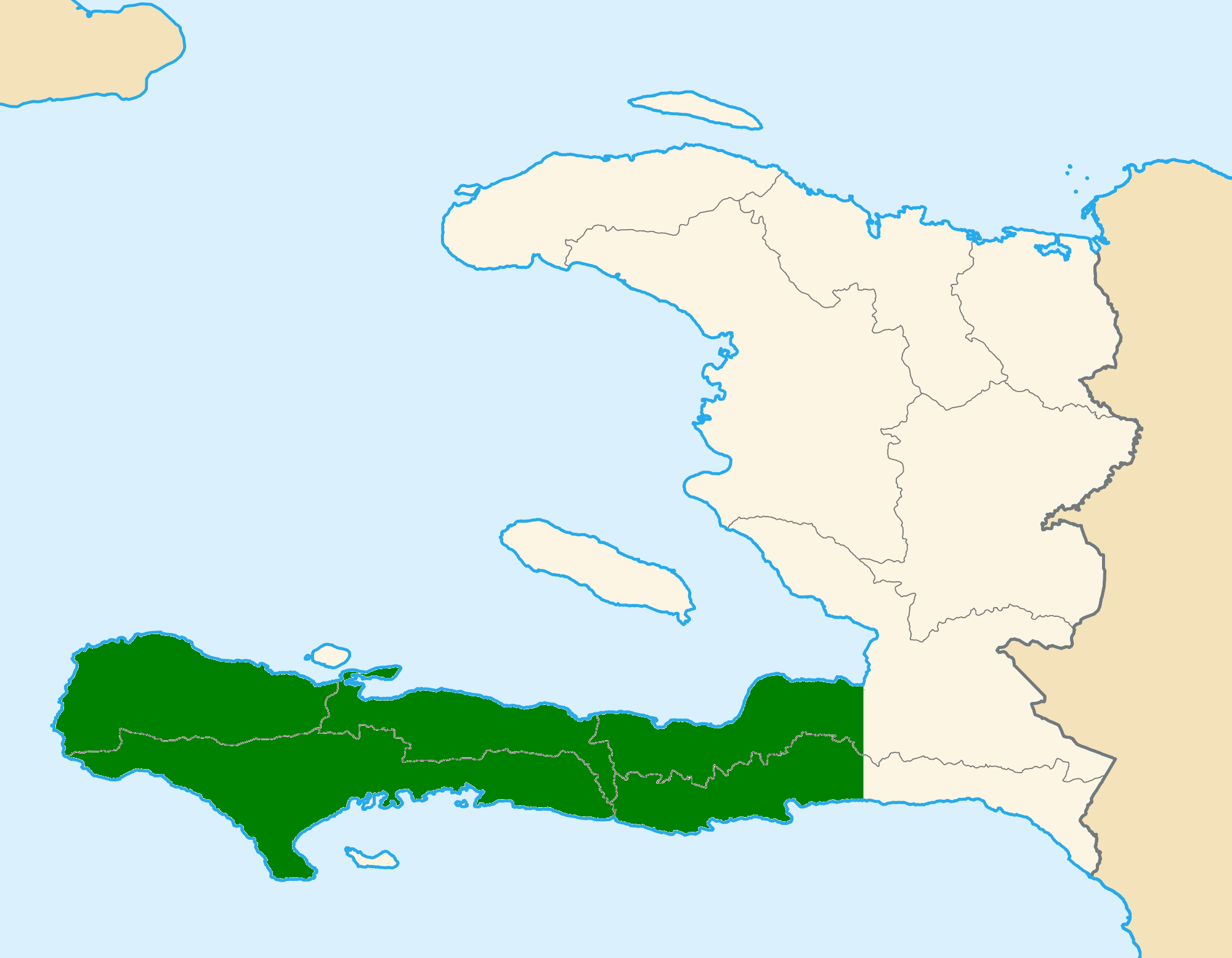
Localização da península, destacada em cor verde.

A península de Tiburon (em francês:  Péninsule de Tiburon ou Le Tiburon) é uma longa península na ilha Hispaniola com cerca de 230 km de comprimento que define todo o sul do Haiti. Esta península estende-se na direcção de Cuba e Jamaica e limita a sul o Golfo de Gonâve. Administrativamente engloba a totalidade de quatro departamentos: Grand'Anse, Nippes, o Departamento Sul e o Departamento Sudeste, e parte do Departamento Oeste. A maior cidade na península é Les Cayes, com cerca de 60 000 habitantes (2005).
Na península fica o Massif de la Hotte, com altitude máxima no Pic de Macaya.
A parte oriental da península foi uma das regiões mais atingidas pelo sismo do Haiti de 2010.

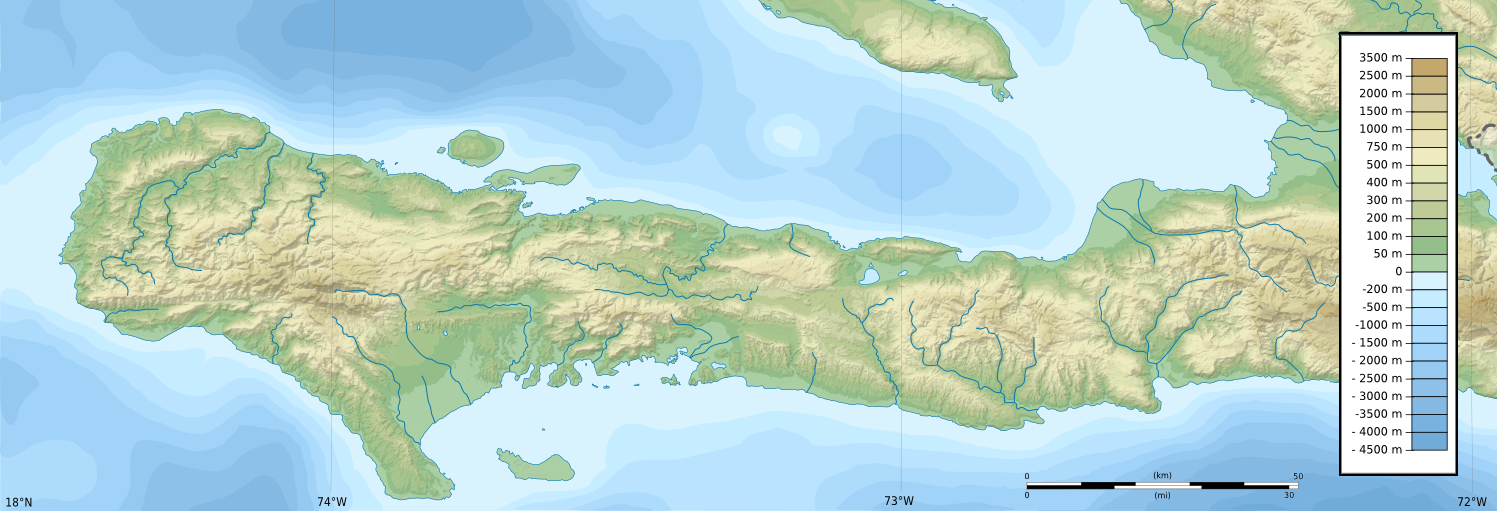
Mapa topográfico da Península de Tiburon